# Uku Suviste
Uku Suviste (Võru, Estonia; 6 de junio de 1982) es un cantante, compositor, pianista y productor musical estonio.

## Educación
A la edad de seis años, Suviste comenzó su educación en una clase de música especializada en la Escuela N.º 21 de Tallin. Al mismo tiempo, comenzó a asistir al Coro de Niños de Tallin y al coro de niños del colegio bajo la dirección de Lydia Rahula. Ella también era su maestra de solfeo y lo preparó para cuando entró en la Escuela de Música de Tallin. En 1997 se graduó especializándose en piano. 
En 2000, se graduó de la escuela secundaria sobresaliendo en Música y Educación Física. Después de la secundaria, pasó ocho meses realizando el servicio militar. 
En 2001, ingresó en el Colegio de Tecnología de la Información de Estonia, y cuatro años más tarde se graduó en la especialidad de administrador de sistemas informáticos. Un año después de unirse a dicho colegio, fue a la Escuela de Música Georg Ots Tallinn para estudiar canto pop-jazz . 
Durante un año y medio desde 2006, estudió en el Berklee College of Music en Boston, Massachusetts, EE. UU., specializándose en canto, escritura contemporánea y producción musical. Cabe destacar que sus resultados fueron excelentes, ya que consiguió una media de un 3,8 sobre un máximo de 4.

## Carrera musical

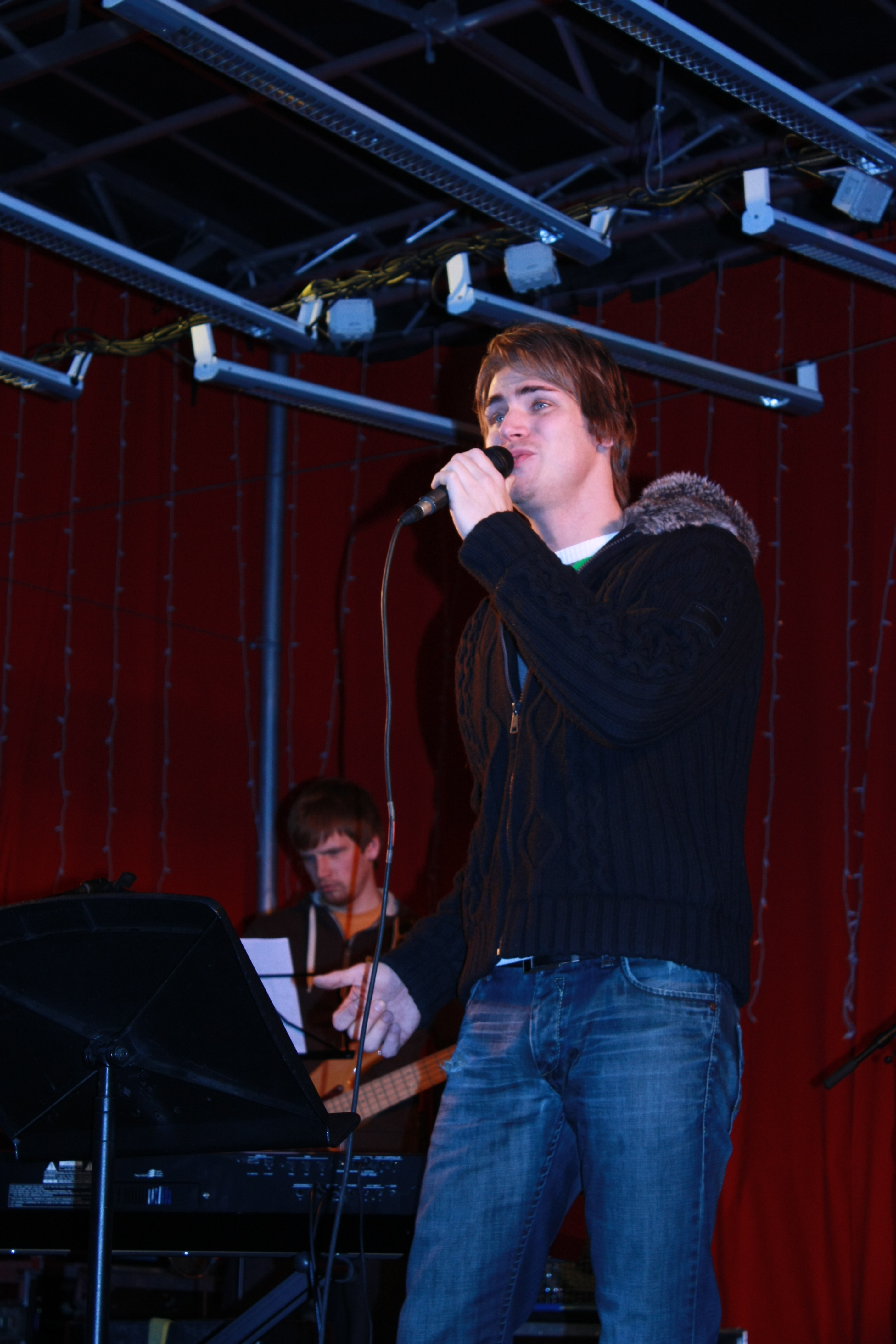
Uku Suviste cantando.

Desde 2004, Suviste ha participado en la competición de composición y música juvenil Uno Naissoo durante muchos años. En 2004, recibió un premio especial por su canción original "Never Have To". Al año siguiente, su canción polifónica a cappella "Sõbrad" ("Amigos") para el conjunto de seis voces quedó en segundo lugar. En 2008, la canción "Refreshing", escrita por Suviste y su amigo Mairo Marjamaa, ganó la competición. 
En 2005, Uku participó en el conocido concurso de canto estonio Kaks Takti Ette y quedó en tercer lugar. Después del concurso, tuvo la oportunidad de trabajar en el estudio de música de Elmar Liitmaa "Rockhouse" como productor musical. Mientras trabajaba en el estudio y producía canciones para muchos artistas estonios conocidos, adquirió una valiosa experiencia y también tuvo la oportunidad de grabar muchas de sus propias canciones originales. 
En 2005, se autoprodujo y lanzó su primer álbum original en CD, titulado It's Christmas Time. 
A lo largo de 2006, Uku formó parte de una banda estonia de R&B y música disco de los 80 llamada "Lament". Fue el segundo solista vocal y también tocó el teclado. 
En noviembre de 2008, colaboró con la ganadora de Estonian Idol 2007 Birgit Õigemeel, y lanzaron el álbum Ilus Aeg ("Bonito momento"). Suviste arregló todas las pistas del álbum y cantó algunas canciones a dúo con Birgit. Para promocionar su álbum, el dúo ofreció varios conciertos. 
En 2010, participó en el concurso de canciones más grande de Rusia New Wave, terminando en el 3.er lugar. 
En 2012, Suviste produjo el vídeo musical "Võitmatu" ("Invencible"), con el apoyo y la cooperación de las Fuerzas de Defensa de Estonia y el Ministerio de Defensa de Estonia. El videoclip estaba dedicado a todos los soldados que habían servido en las fuerzas armadas en Afganistán y a sus familias. Dos artistas invitados hicieron un cameo al comienzo del vídeo para mostrar también su apoyo a los soldados estonios. El primero fue el lanzador de disco estonio y el medallista de oro olímpico Gerd Kanter, y el otro fue Justin Gatlin, un velocista estadounidense y medallista de oro olímpico en las carreras de 100 metros. 
En otoño de 2014, Uku Suviste participó en la versión estonia del programa de imitaciones musicales Tu cara me suena (Sinu Nägu Kõlab Tuttavalt). 
Por otro lado, además de las numerosas apariciones en televisión, conciertos y giras, Suviste ha actuado en el escenario en varios musicales como Oliver Twist, Chicago o West Side Story. Este último fue producido por la Escuela de Música Georg Ots. Posteriormente, interpretó a "Danny" en la producción estonia de Grease. 
El artista también participó en la séptima temporada de la versión rusa de The Voice, donde fue entrenado por Ani Lorak. Fue eliminado en la semifinal. 
Suviste ha competido en el concurso de música Eesti Laul varias veces. El concurso se utiliza para seleccionar al representante de Estonia para Eurovisión. En Eesti Laul 2017 compitió con la canción "Supernatural", pero fue eliminado en la primera semifinal. Luego, participó en Eesti Laul 2019 con la canción "Pretty Little Liar", con la que llegó a la segunda semifinal y quedó segundo en la final. Finalmente, lo volvió a intentar nuevamente en Eesti Laul 2020 con su canción "What Love Is" y ganó la final nacional, recibiendo así el honor de representar a Estonia en Eurovisión 2020. Sin embargo, el festival fue cancelado debido a la pandemia de COVID-19. En 2021 vuelve a participar del Eesti Laul con la canción "The Lucky One", resultando nuevamente ganador y representante de Estonia en el Festival de la Canción de Eurovisión 2021.

## Logros

### ConcursoUno Naissoo
| 2004 | Premio especial para la canción original "Never Have To"                                                |
| 2005 | 2º lugar, con la canción polifónica a cappella "Sõbrad" ("Amigos") para un conjunto vocal de seis voces |
| 2008 | 1.er lugar con la canción "Refreshing", coescrita con Mairo Marjamaa                                    |

### Concurso de jóvenes cantantesKaks Takti Ette
2005 - ganó el 3.er lugar, y mejor cantante masculino. 

### Concurso internacional de cancionesNew Wave
En 2018, Suviste participó en el concurso de canciones más grande de Rusia "New Wave" (en ruso: Новая волна, translit. Novaya volna ), que tuvo lugar en Jūrmala, Letonia, y quedó en 3.er lugar. Hubo 12.000 participantes y el concurso se emitió en 31 países.

## Vida personal
El padre de Suviste es el productor de televisión estonio Raivo Suviste, y su madre es Heli Suviste-Polikarpus. 
Heli Suviste se graduó en el Conservatorio Estatal de Tallin (ahora Academia de Música y Teatro de Estonia) bajo la dirección de Hendrik Krumm, especializada en canto clásico.
El tío de Suviste, Väino Puura, y la esposa de Puura, Sirje Puura, son conocidos cantantes de ópera en Estonia.

## Miscelánea
- En 2010, los lectores de la revista Kroonika calificaron a Suviste como "El hombre más sexy de Estonia".
- A finales de 2010, Suviste actuó con la instructora de danza y presentadora Kaisa Oja en Tantsud tähtedega de Kanal 2, la versión local de Bailando con las estrellas.
- Desde 2011, Suviste es el patrocinador juvenil de UNICEF Estonia.

## Discografía

### Sencillos
- "It's Christmas Time" (2005)
- "See on nii hea" (2008)
- "Love of my life (feat. Grace Taylor)" (2009)
- "Sind otsides" (2009)
- "Saatanlik naine" (2009)
- "Show me the love" (2010)
- "Isju Tebja" (2010)
- "Jagatud öö" (2011)
- "Midagi head (feat. Violina)" (2011)
- "Võitmatu" (2012)
- "Valge Lumi", Anzhelika Agurbash y Uku Suviste (2013)
- "I wanna be the one" Uku Suviste & Kéa (2014)
- "Believe" Hawt Leopards feat. Uku Suviste (2015)
- "Supernatural" (2016)
- "Pretty Little Liar" (2019)
- "What Love Is" (2020)
- The Lucky One" (2021)

### Videoclips
- "Võitmatu" (2012)
- "Show me the love" (2010)
- "Valge Lumi", Anzhelika Agurbash y Uku Suviste (2013)
- "I wanna be the one", Uku Suviste & Kéa (2014)
- "What Love Is" (2020)